# Campeonato Europeo de Atletismo Sub-23 de 2023
El XIV Campeonato Europeo de Atletismo Sub-23 se celebró en el estadio Leppävaara de la ciudad finlandesa de Espoo, del 12 al 16 de julio de 2023. En él tomaron parte 1152 atletas (601 hombres y 551 mujeres) de 40 federaciones miembros de Atletismo Europeo.

## Resultados

### Masculino
| Evento                  | Oro                                                                            | Oro                 | Plata                                                       | Plata         | Bronce                                                                 | Bronce        |
| ----------------------- | ------------------------------------------------------------------------------ | ------------------- | ----------------------------------------------------------- | ------------- | ---------------------------------------------------------------------- | ------------- |
| 100 metros              | Jeremiah Azu Reino Unido                                                       | 10.05               | Raphael Bouju · Países Bajos                                | 10.17         | Pablo Mateo Francia                                                    | 10.18         |
| 200 metros              | Blessing Akwasi Afrifah Israel                                                 | 20.67               | Raphael Bouju Francia                                       | 20.68         | Timothé Mumenthaler · Suiza                                            | 20.85         |
| 400 metros              | Håvard Bentdal Ingvaldsen · Noruega                                            | 45.13               | Lionel Spitz · Suiza                                        | 45.27         | Attila Molnár · Hungría                                                | 45.36         |
| 800 metros              | Yanis Meziane Francia                                                          | 1:45.92             | Ethan Hussey Reino Unido                                    | 1:45.95       | Paul Anselmini Francia                                                 | 1:45.99       |
| 1500 metros             | Stefan Nillessen · Países Bajos                                                | 3:43.35             | Mohamed Attaoui · España                                    | 3:43.63       | Samuel Pihlström · Suecia                                              | 3:43.73       |
| 5000 metros             | Charles Hicks Reino Unido                                                      | 13:35.07            | Eemil Helander · Finlandia                                  | 13:40.15      | Will Barnicoat Reino Unido                                             | 13:45.24      |
| 10 000 metros           | Rory Leonard Reino Unido                                                       | 29:08.33            | Francesco Guerra · Italia                                   | 29:11.89      | Miguel Baidal · España                                                 | 29:14.91      |
| 110 metros vallas       | Sasha Zhoya Francia                                                            | 13.31               | Lorenzo Ndele Simonelli · Italia                            | 13.36         | Erwann Cinna Francia                                                   | 13.47         |
| 400 metros vallas       | İsmail Nezir Turquía                                                           | 49.19               | Berke Akçam Turquía                                         | 49.48         | Oskar Edlund · Suecia                                                  | 49.57         |
| 3000 metros obstáculos  | Alejandro Quijada · España                                                     | 8:28.91             | Etson Barros Portugal                                       | 8:32.08       | Baptiste Guyon Francia                                                 | 8:33.64       |
| Relevo 4 × 100 metros   | Erik Marek · Matteo Melluzzo · Marco Ricci · Junior Tardioli · Italia          | 38.92 NU23R         | Jordan Jalce Hugo Cerra Mohammed Badru Pablo Mateo Francia  | 38.92         | Igor Bogaczyński · Adam Łukomski · Łukasz Żok · Patryk Krupa · Polonia | 39.06         |
| Relevo 4 × 400 metros   | Luca Sito · Riccardo Meli · Francesco Domenico Rossi · Lorenzo Benati · Italia | 3:02.49 EU23L NU23R | Ilyas Çanakçi Kubilay Ençü Berke Akçam İsmail Nezir Turquía | 3:03.04 NU23R | Ethan Brown Brodie Young Samuel Reardon Edward Faulds Reino Unido      | 3:03.12       |
| 20 km marcha            | Paul McGrath · España                                                          | 1:21:03             | Andrea Cosi · Italia                                        | 1:23:02       | Jerry Jokinen · Finlandia                                              | 1:24:41 NU23R |
| Salto de altura         | Ali Eren Ünlü Turquía                                                          | 2.22                | Oleh Doroshchuk · Ucrania · Roman Petruk · Ucrania          | 2.19          |                                                                        |               |
| Salto con pértiga       | Juho Alasaari · Finlandia                                                      | 5.71 =NU23R         | Robin Emig Francia                                          | 5.66          | Pål Haugen Lillefosse · Noruega                                        | 5.66          |
| Salto de longitud       | Henrik Flåtnes · Noruega                                                       | 7.96                | Simon Batz · Alemania                                       | 7.72          | Mátyás Németh · Hungría                                                | 7.71          |
| Triple salto            | Simon Gore Francia                                                             | 16.40               | Gabriel Wallmark · Suecia                                   | 16.24         | Batuhan Çakir Turquía                                                  | 16.16         |
| Lanzamiento de peso     | Tizian Lauria · Alemania                                                       | 19.80               | Eric Maihöfer · Alemania                                    | 19.44         | Muhamet Ramadani Kosovo                                                | 19.20         |
| Lanzamiento de disco    | Mykolas Alekna · Lituania                                                      | 68.34               | Marius Karges · Alemania                                    | 62.56         | Yasiel Sotero · España                                                 | 61.69         |
| Lanzamiento de martillo | Myjailo Kojan · Ucrania                                                        | 77.21               | Merlin Hummel · Alemania                                    | 75.61         | Sören Klose · Alemania                                                 | 73.70         |
| Lanzamiento de jabalina | Artur Felfner · Ucrania                                                        | 83.03 EU23L         | Topias Laine · Finlandia                                    | 79.77         | Michele Fina · Italia                                                  | 77.23         |
| Decatlón                | Markus Rooth · Noruega                                                         | 8608 EU23L          | Sander Skotheim · Noruega                                   | 8561          | Sven Roosen · Países Bajos                                             | 8128          |

1. ↑  10.04  en semifinales
2. ↑  13.22  EU23L en semifinales

### Femenino
| Evento                  | Oro                                                                                    | Oro               | Plata                                                                  | Plata         | Bronce                                                                        | Bronce        |
| ----------------------- | -------------------------------------------------------------------------------------- | ----------------- | ---------------------------------------------------------------------- | ------------- | ----------------------------------------------------------------------------- | ------------- |
| 100 metros              | N'Ketia Seedo · Países Bajos                                                           | 11.22             | Boglárka Takács · Hungría                                              | 11.30         | Melissa Gutschmidt · Suiza                                                    | 11.33         |
| 200 metros              | Delphine Nkansa · Países Bajos                                                         | 23.31             | Boglárka Takács · Hungría                                              | 23.33         | Polyniki Emmanouilidou · Suiza                                                | 23.41         |
| 400 metros              | Yemi Mary John Reino Unido                                                             | 51.04             | Henriette Jæger · Noruega                                              | 51.06         | Keely Hodgkinson Reino Unido                                                  | 51.76         |
| 800 metros              | Daniela García · España                                                                | 2:02.96           | Veera Mattila · Finlandia                                              | 2:03.14       | Georgia-Maria Despollari · Grecia                                             | 2:04.14       |
| 1500 metros             | Sophie O'Sullivan Irlanda                                                              | 4:07.18           | Sarah Healy Irlanda                                                    | 4:07.36       | Shannon Flockhart Reino Unido                                                 | 4:08.37       |
| 5000 metros             | Megan Keith Reino Unido                                                                | 15:34.33          | María Forero · España                                                  | 15:43.22      | Amina Maatoug · Países Bajos                                                  | 15:50.83      |
| 10 000 metros           | Alice Goodall Reino Unido                                                              | 33:16.45          | Sara Nestola · Italia                                                  | 33:17.51      | Aurora Bado · Italia                                                          | 34:12.75      |
| 100 metros vallas       | Ditaji Kambundji · Suiza                                                               | 12.68 EU23L       | Elena Carraro · Italia                                                 | 12.97         | Anna Tóth · Hungría                                                           | 12.97         |
| 400 metros vallas       | Andrea Rooth · Noruega                                                                 | 55.78 EU23L NU23R | Louise Maraval Francia                                                 | 55.83         | Lena Pressler · Austria                                                       | 55.94         |
| 3000 metros obstáculos  | Olivia Gürth · Alemania                                                                | 9:26.98           | Greta Karinauskaitė · Lituania                                         | 9:30.96       | Marta Serrano · España                                                        | 9:41.47       |
| Relevo 4 × 100 metros   | Cassie-Ann Pemberton Amy Hunt Alyson Bell Aleeya Sibbons Reino Unido                   | 43.04 EU23L       | Hillary Gode Marie-Ange Rimlinger Gémima Joseph Paméra Losange Francia | 43.39         | Nathacha Kouni · Iris Caligiuri · Léonie Pointet · Melissa Gutschmidt · Suiza | 43.59 NU23R   |
| Relevo 4 × 400 metros   | Lea Thery-Demarque Cassandra Delauney-Belleville Pauline Toriel Louise Maraval Francia | 3:30.60 EU23L     | Michelle Gröbli · Lena Wernli · Giulia Senn · Catia Gubelmann · Suiza  | 3:30.62 NU23R | Rocío Arroyo · Berta Segura · Blanca Hervás · Carmen Avilés · España          | 3:31.11 NU23R |
| 20 km marcha            | Pauline Stey Francia                                                                   | 1:31:17 NU23R     | Alexandrina Mihai · Italia                                             | 1:32:32       | Camille Moutard Francia                                                       | 1:35:40       |
| Salto de altura         | Elena Kulichenko Chipre                                                                | 1.91              | Panagiota Dosi · Grecia                                                | 1.89          | Wiktoria Miąso · Polonia                                                      | 1.87          |
| Salto con pértiga       | Marie-Julie Bonnin Francia                                                             | 4.50 =EU23L       | Elien Vekemans · Bélgica                                               | 4.45          | Kitty Friele Faye · Noruega                                                   | 4.40          |
| Salto de longitud       | Larissa Iapichino · Italia                                                             | 6.93 =EL          | Maja Åskag · Suecia                                                    | 6.73          | Tessy Ebosele · España                                                        | 6.63          |
| Triple salto            | María Vicente · España                                                                 | 14.21 =EU23L =    | Maja Åskag · Suecia                                                    | 13.76         | Jessica Kähärä · Finlandia                                                    | 13.59         |
| Lanzamiento de peso     | Alida van Daalen · Países Bajos                                                        | 18.32 EU23L       | Serena Vincent Reino Unido                                             | 16.93         | Emilia Kangas · Finlandia                                                     | 16.75         |
| Lanzamiento de disco    | Alida van Daalen · Países Bajos                                                        | 56.77             | Özlem Becerek Turquía                                                  | 55.38         | Lotta Flatum · Noruega                                                        | 54.45         |
| Lanzamiento de martillo | Silja Kosonen · Finlandia                                                              | 73.71             | Charlotte Payne Reino Unido                                            | 69.22         | Aileen Kuhn · Alemania                                                        | 68.30         |
| Lanzamiento de jabalina | Elina Tzengko · Grecia                                                                 | 60.73             | Gedly Tugi Estonia                                                     | 57.62         | Anni-Linnea Alanen · Finlandia                                                | 56.67         |
| Heptatlón               | Saga Vanninen · Finlandia                                                              | 6317              | Sofie Dokter · Países Bajos                                            | 6256          | Pippi Lotta Enok Estonia                                                      | 6002          |

1. ↑  11.14 EU23L  en semifinales

## Medallero
Este fue el medallero final del campeonato.
| Núm. | País         | Oro | Plata | Bronce | Total |
| ---- | ------------ | --- | ----- | ------ | ----- |
| 1    | Reino Unido  | 7   | 3     | 4      | 14    |
| 2    | Francia      | 6   | 4     | 5      | 15    |
| 3    | Países Bajos | 4   | 3     | 2      | 9     |
| 4    | España       | 4   | 2     | 5      | 11    |
| 5    | Noruega      | 4   | 2     | 3      | 9     |
| 6    | Italia       | 3   | 6     | 2      | 11    |
| 7    | Finlandia    | 3   | 3     | 4      | 10    |
| 8    | Alemania     | 2   | 4     | 2      | 8     |
| 9    | Turquía      | 2   | 3     | 1      | 6     |
| 10   | Ucrania      | 2   | 2     | 0      | 4     |
| 11   | Suiza        | 1   | 2     | 3      | 6     |
| 12   | Grecia       | 1   | 1     | 2      | 4     |
| 13   | Bélgica      | 1   | 1     | 0      | 2     |
| =    | Irlanda      | 1   | 1     | 0      | 2     |
| =    | Lituania     | 1   | 1     | 0      | 2     |
| 16   | Chipre       | 1   | 0     | 0      | 1     |
| =    | Israel       | 1   | 0     | 0      | 1     |
| 18   | Suecia       | 0   | 3     | 2      | 5     |
| 19   | Hungría      | 0   | 2     | 3      | 5     |
| 20   | Estonia      | 0   | 1     | 1      | 2     |
| 21   | Portugal     | 0   | 1     | 0      | 1     |
| 22   | Polonia      | 0   | 0     | 2      | 2     |
| 23   | Austria      | 0   | 0     | 1      | 1     |
| =    | Kosovo       | 0   | 0     | 1      | 1     |

## Récords
Estos fueron los récords y mejores marcas conseguidos durante el campeonato.

### Récords del campeonato
Masculino
| Atleta         | Nación      | Prueba       | Ronda     | Fecha       | Marca    |
| -------------- | ----------- | ------------ | --------- | ----------- | -------- |
| Jeremiah Azu   | Reino Unido | 100 m        | Semifinal | 13 de julio | 10.04    |
| Sasha Zhoya    | Francia     | 110 m vallas | Semifinal | 14 de julio | 13.22    |
| Mykolas Alekna | Lituania    | Disco        | Final     | 15 de julio | 68.34 m  |
| Markus Rooth   | Noruega     | Decatlón     | Final     | 16 de julio | 8608 pts |

Femenino
| Atleta                                                   | Nación      | Prueba            | Ronda | Fecha       | Marca   |
| -------------------------------------------------------- | ----------- | ----------------- | ----- | ----------- | ------- |
| Silja Kosonen                                            | Finlandia   | Martillo          | Final | 14 de julio | 73.71 m |
| Cassie-Ann Pemberton Amy Hunt Alyson Bell Aleeya Sibbons | Reino Unido | Relevo 4 × 100 m  | Final | 15 de julio | 43.04   |
| Olivia Gürth                                             | Alemania    | 3000 m obstáculos | Final | 15 de julio | 9:26.98 |
| Ditaji Kambundji                                         | Suiza       | 100 m vallas      | Final | 15 de julio | 12.68   |

### Mejores marcas españolas sub-23
Femenino
| Atleta                                                | Prueba           | Ronda | Fecha       | Marca   |
| ----------------------------------------------------- | ---------------- | ----- | ----------- | ------- |
| Rocío Arroyo Berta Segura Blanca Hervás Carmen Avilés | Relevo 4 × 400 m | Final | 16 de julio | 3:31.11 |

1. ↑  Las distintas federaciones de atletismo solo consideran récords los obtenidos en categorías sub-20 o absoluta; en otras categorías de edad se consideran mejores marcas.